# Philemon McCarthy
Philemon McCarthy (ur. 14 sierpnia 1983 w Goma-Fetteh) – ghański piłkarz grający na pozycji bramkarza.

## Kariera klubowa
Karierę piłkarską McCarthy rozpoczął w klubie Gonden Boys. W 2005 roku został piłkarzem klubu Feyenoord Academy i wtedy też zadebiutował w jego barwach w pierwszej lidze ghańskiej. W zespole Feyenoordu był podstawowym zawodnikiem i grał w nim do 2008 roku. W 2008 roku odszedł z Feyenoordu do Hearts of Oak ze stolicy kraju Akry. W 2009 roku wywalczył z tym klubem swoje pierwsze w karierze mistrzostwo Ghany.
W kolejnych latach był graczem takich klubów jak Wassaman United, Accra Great Olympics FC, West African Football Academy, Dreams FC oraz Hapoel Afula.

## Kariera reprezentacyjna
W dorosłej reprezentacji Ghany McCarthy zadebiutował w 2005 roku. W 2006 roku w Pucharze Narodów Afryki 2006 pełnił rolę rezerwowego dla Sammy’ego Adjeia. W 2010 roku został powołany do kadry na Puchar Narodów Afryki 2010.